# ドゥルガプル
ドゥルガプル（英語: Durgapur、ベンガル語: দুর্গাপুর）は、インドの西ベンガル州に属する都市である。 人口約50万人（2001年）。ダーモーダル川の側に位置する。
工業都市であり、ドゥルガプル製鉄所がある。
ドゥルガープル、ドゥルガプールとも表記する。

## 交通
鉄道
- ドゥルガプル駅